# Огрызко, Татьяна Владимировна
Татьяна Владимировна Огрызко (бел. Таццяна Уладзіміраўна Агрызка; родилась 28 мая 1976 года в Минске , БССР, СССР ) - белорусская гимнастка (художественная гимнастика).

## Биография
В 1992 году Огрызко попала в автомобильную аварию, в результате которой она находилась в коме в течение шести месяцев. Ей пришлось снова учиться ходить. Однако уже год спустя она приняла участие в чемпионате мира в Аликанте, разделив золотую медалью в соревнованиях с лентой с Марией Петровой из Болгарии.
Татьяна участвовала в Олимпийских играх 1996 года и заняла  8 место в финале.
Закончила выступления в возрасте 21 года в 1997 году.
Является тренером и судьей Белорусской федерации гимнастики. Работает в клубе эстетической гимнастики.

## Спортивные результаты
- Чемпионат Европы по художественной гимнастике 1992, Штутгарт, 1992 год — серебряная медаль команда.
- Чемпионат мира по художественной гимнастике 1993, Аликанте 1993 год — золотая медаль лента.
- Чемпионат мира по художественной гимнастике 1993, Аликанте 1993 год — бронзовая медаль булавы.
- Чемпионат Европы по художественной гимнастике 1994, Салоники, 1994 год — серебряная медаль команда.
- Чемпионат Европы по художественной гимнастике 1996, Аскер, 1996 год — серебряная медаль скакалка.
- Чемпионат Европы по художественной гимнастике 1996, Аскер, 1996 год — серебряная медаль команда.
- Чемпионат Европы по художественной гимнастике 1996, Аскер, 1996 год — бронзовая медаль лента.
- Чемпионат мира по художественной гимнастике 1997, Берлин 1997 год — серебряная медаль команда.
- Чемпионат Европы по художественной гимнастике 1997, Патры, 1997 год — серебряная медаль многоборье.
- Чемпионат Европы по художественной гимнастике 1997, Патры, 1997 год — серебряная медаль лента.
- Чемпионат Европы по художественной гимнастике 1997, Патры, 1997 год — серебряная медаль булавы.
- Летняя Универсиада 1997, Сицилия, 1997 год — золотая медаль булавы.
- Летняя Универсиада 1997, Сицилия, 1997 год — серебряная медаль многоборье.
- Летняя Универсиада 1997, Сицилия, 1997 год — серебряная медаль лента.
- Летняя Универсиада 1997, Сицилия, 1997 год — серебряная медаль обруч.

## Личная жизнь
Замужем, имеет двоих детей.
С 2011 года ведет борьбу с тяжелым онкологическим заболеванием.